# Хикам Хаусинг (Хаваји)
Хикам Хаусинг (енгл. Hickam Housing) насељено је место за статистичке потребе у америчкој савезној држави Хаваји. По попису становништва из 2010. у њему је живело 6.920 становника.

## Демографија
Према попису становништва из 2010. у граду је живело 6.920 становника, што је 1.449 (26,5%) становника више него 2000. године.
| Група             | 2000.         | 2010.         |
| Белци             | 3.483 (63,7%) | 4.139 (59,8%) |
| Афроамериканци    | 641 (11,7%)   | 655 (9,5%)    |
| Азијати           | 449 (8,2%)    | 430 (6,2%)    |
| Хиспаноамериканци | 458 (8,4%)    | 938 (13,6%)   |
| Укупно            | 5.471         | 6.920         |